# 布朗斯瓦利鎮區 (明尼蘇達州大石湖縣)
布朗斯瓦利鎮區（英語：Browns Valley Township）是位於美國明尼蘇達州大石湖縣的一個行政鎮區。

## 地方資料
布朗斯瓦利鎮區的面積為126.60平方千米，當中陸地面積為123.20平方千米，而水域面積為3.40平方千米。根據2020年美國人口普查的數據，當地共有人口131人，而人口密度為每平方千米1.03人。